# Marina di Bibbona
Marina di Bibbona è una frazione del comune italiano di Bibbona, nella provincia di Livorno, in Toscana.

## Geografia fisica
Marina di Bibbona è situata sulla costa del Mar Ligure, a circa 10 chilometri a sud di Marina di Cecina e 10 km a nord di Marina di Castagneto Carducci.

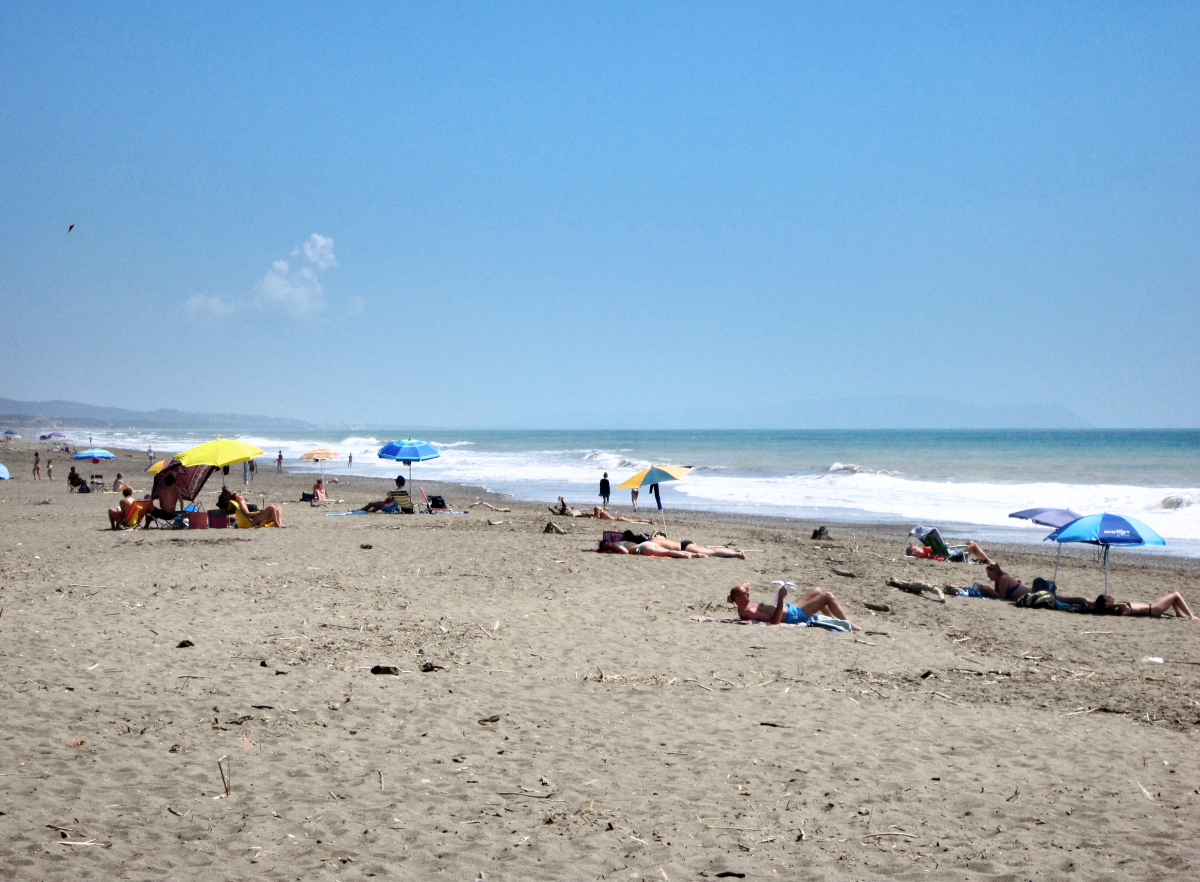
Marina di Bibbona, spiaggia verso sud

## Storia
La frazione si è sviluppata intorno al forte di Bibbona, una struttura difensiva del Granducato di Toscana, la cui costruzione è databile alla seconda metà del XVIII secolo nell'ottica di una riorganizzazione degli avamposti militari e sanitari del Granducato voluta dai Lorena; vi risiedeva una guarnigione e disponeva di stalle di servizio per i cavalleggeri, corpo di cavalieri armati i quali avevano il compito di spostarsi lungo il litorale per il pattugliamento della costa.

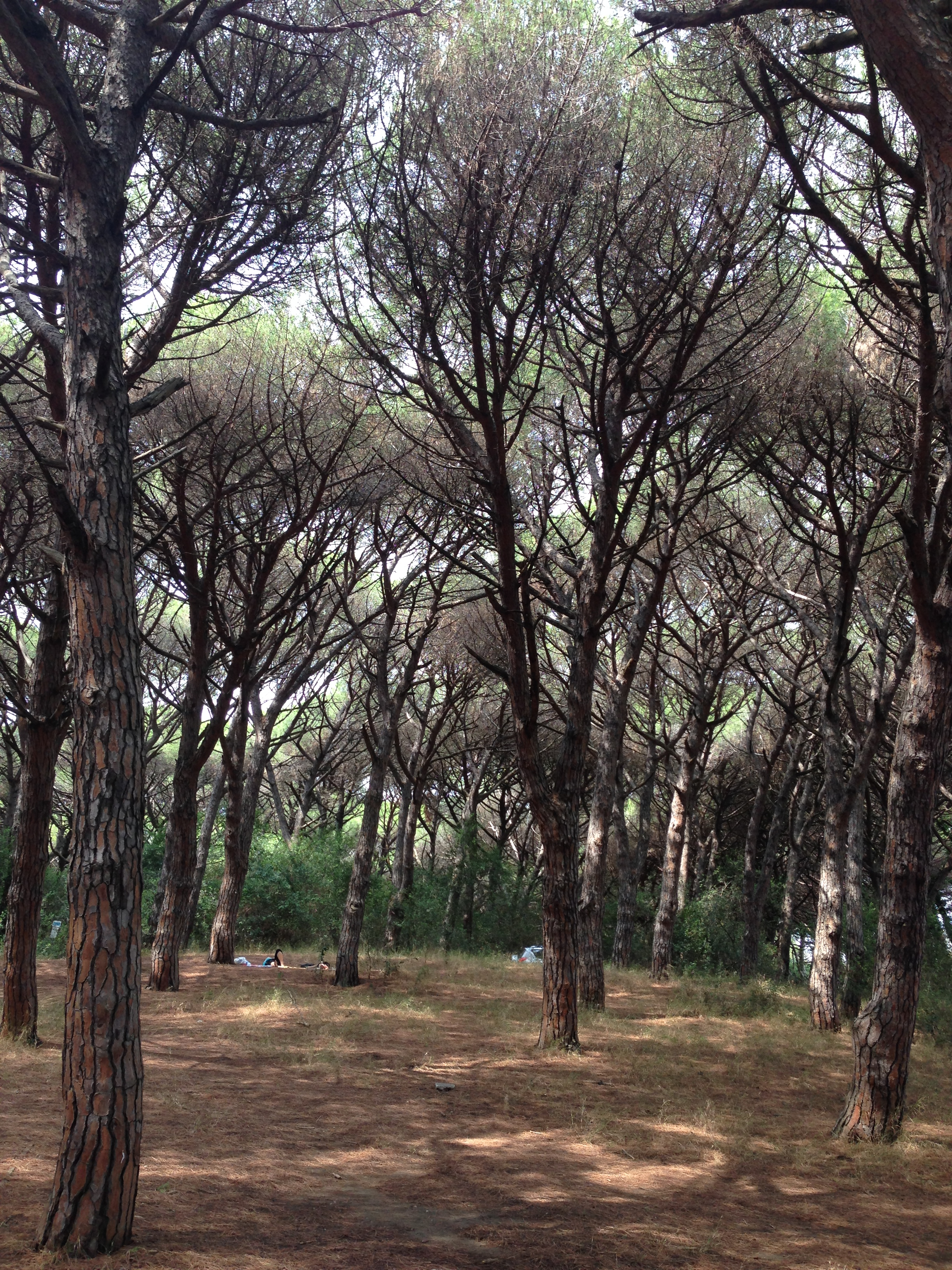
Marina di Bibbona, pineta

Dagli anni ottanta del Novecento l'abitato è stato oggetto di una notevole crescita edilizia, legata soprattutto alla costruzione di residence e abitazioni, che ha contribuito ad affermare la vocazione turistica della frazione.

## Monumenti e luoghi d'interesse

### Architetture religiose
- Chiesa di Cristo Nostra Pace, realizzata su progetto dell'architetto Simone Giusti  e consacrata il 3 agosto 1991.[3]
- Chiesa della Madonna del Mare, situata presso l'hotel Marinetta, è stata costruita come cappella nel 1955 dedicata alla Madonna di Pompei. All'interno è posto il trittico della Madonna del Mare del pittore Gianni Oliveti.[4]

### Architetture militari
- Forte di Marina di Bibbona